# 2005
- Wikisource

| Calendário gregoriano                                                        | 2005 MMV                            |
| Ab urbe condita                                                              | 2758                                |
| Calendário arménio                                                           | 1455 – 1456                         |
| Calendário bahá'í                                                            | 161 – 162                           |
| Calendário budista                                                           | 2549                                |
| Calendário chinês                                                            | 4701 – 4702 Início a 9 de fevereiro |
| Calendário copta                                                             | 1721 – 1722                         |
| Calendário etíope                                                            | 1997 – 1998                         |
| Calendários hindus - Vikram Samvat - Calendário nacional indiano - Cáli Iuga | 2060 – 2061 1926 – 1927 5105 – 5106 |
| Calendário Holoceno                                                          | 12005                               |
| Calendário islâmico                                                          | 1426 – 1427                         |
| Calendário judaico                                                           | 5765 – 5766 Início a 4 de outubro   |
| Calendário persa                                                             | 1383 – 1384 Início a 21 de março    |
| Calendário rúnico                                                            | 2255                                |
| Calendário solar tailandês                                                   | 2548                                |

2005 (MMV, na numeração romana) foi um ano comum do século XXI que começou num sábado, segundo o calendário gregoriano. A sua letra dominical foi B. A terça-feira de Carnaval ocorreu a 8 de fevereiro e o domingo de Páscoa a 27 de março. Segundo o horóscopo chinês, foi o ano do Galo, começando a 9 de fevereiro.

| Evento                                                   | Data            | Hora  |
| -------------------------------------------------------- | --------------- | ----- |
| Aquário                                                  | 19 de janeiro   | 23:22 |
| Peixes                                                   | 18 de fevereiro | 13:32 |
| primavera no hemisfério norte e outono no hemisfério sul |                 |       |
| Carneiro/equinócio                                       | 20 de março     | 12:34 |
| Touro                                                    | 19 de abril     | 23:38 |
| Gémeos                                                   | 20 de maio      | 22:48 |
| verão no hemisfério norte e inverno no hemisfério Sul    |                 |       |
| Caranguejo/solstício                                     | 21 de junho     | 06:47 |
| Leão                                                     | 22 de julho     | 17:41 |
| Virgem                                                   | 23 de agosto    | 00:46 |
| Outono no Hemisfério Norte e Primavera no Hemisfério Sul |                 |       |
| Balança/equinócio                                        | 22 de setembro  | 22:24 |
| Escorpião                                                | 23 de outubro   | 07:43 |
| Sagitário                                                | 22 de novembro  | 05:15 |
| inverno no hemisfério norte e verão no hemisfério sul    |                 |       |
| Capricórnio/solstício                                    | 21 de dezembro  | 18:35 |

| UTC: Portugal Continental, Madeira, Guiné-Bissau e São Tomé e Príncipe Subtrair (-): 1 h nos Açores e Cabo Verde 2 h nas Ilhas oceânicas brasileiras 3 h em Brasília, em Goiás, na Amazônia Oriental Brasileira e no nordeste, sudeste e sul brasileiros 4 h na Amazônia Ocidental Brasileira, Mato Grosso e Mato Grosso do Sul 5 h no Acre e sudoeste do Amazonas Adicionar (+): 1 h em Angola e Guiné Equatorial 2 h em Moçambique 8 h em Macau 9 h em Timor-Leste. |
| Adicionar uma hora durante a vigência do horário de verão: Portugal Continental : De 27 de março a 30 de outubro de 2005 |

| Ano completo                   |
| ------------------------------ |
| Ano comum com início ao sábado |

- Foi designado como:
- O Ano Internacional da Física[1]
- O Ano Internacional do Microcrédito
- O Ano Internacional do Esporte e Educação Física
- O Ano Ibero-americano da Leitura
- O Ano da Eucaristia, pelo papa João Paulo II
- O Ano do Brasil na França

## Eventos

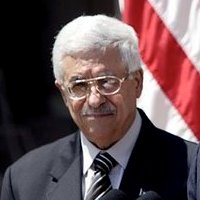
9 de Janeiro - Mahmoud Abbas é eleito Presidente da Autoridade Nacional Palestina, sucedendo a Yasser Arafat.

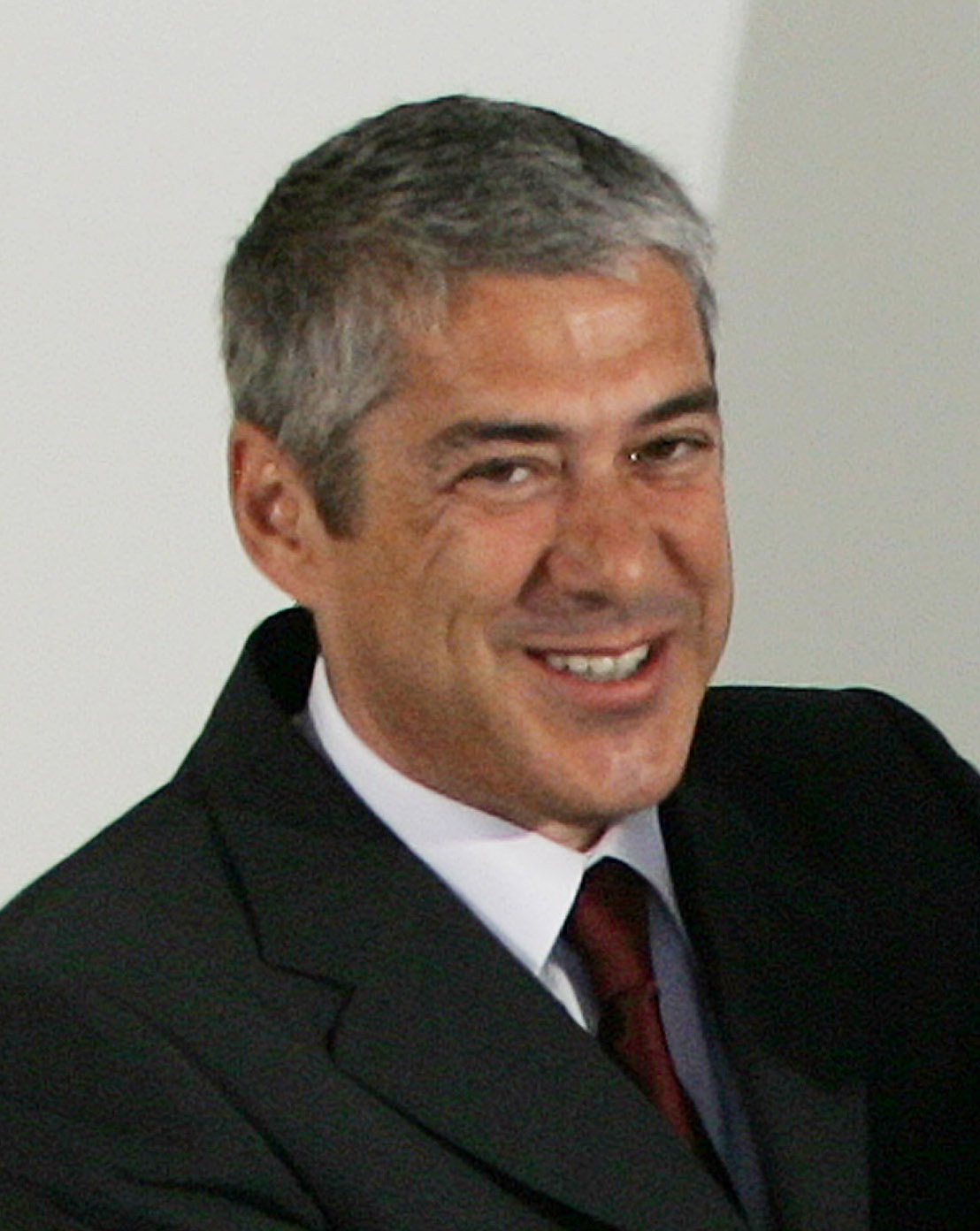
20 de Fevereiro - Eleições legislativas em Portugal, com a vitória do PS de José Sócrates.

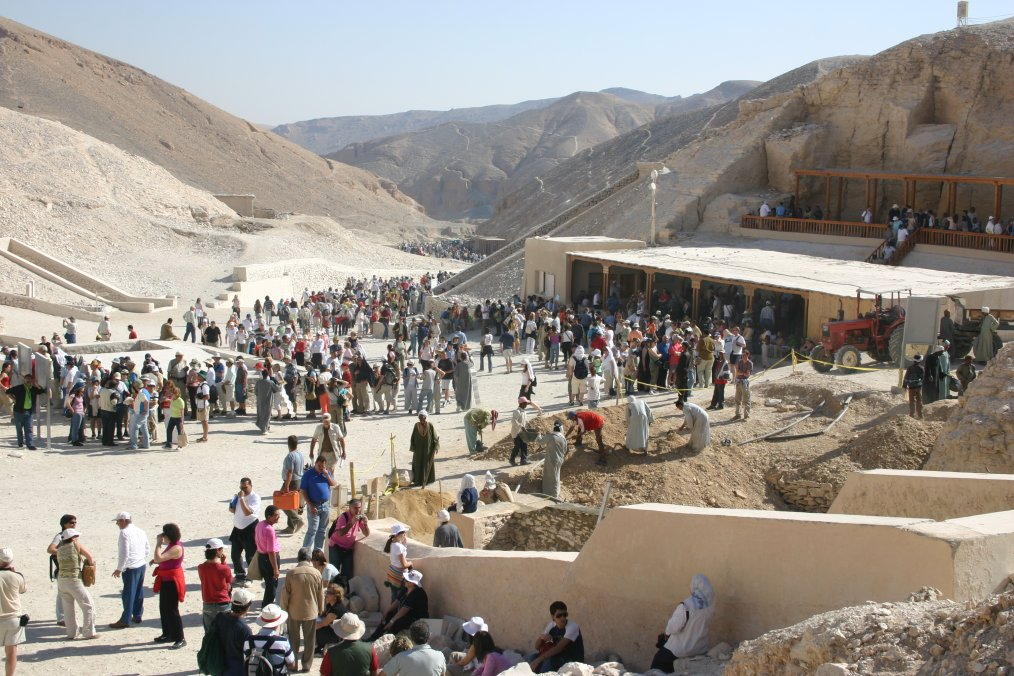
10 de Março - Descoberta no Egito a tumba KV63, por uma equipe da Uiversidade de Mênfis, liderada por Otto Schaden.

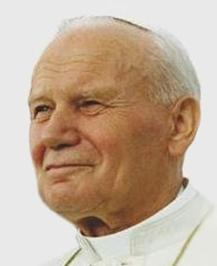
2 de Abril - Morte do Papa João Paulo II.

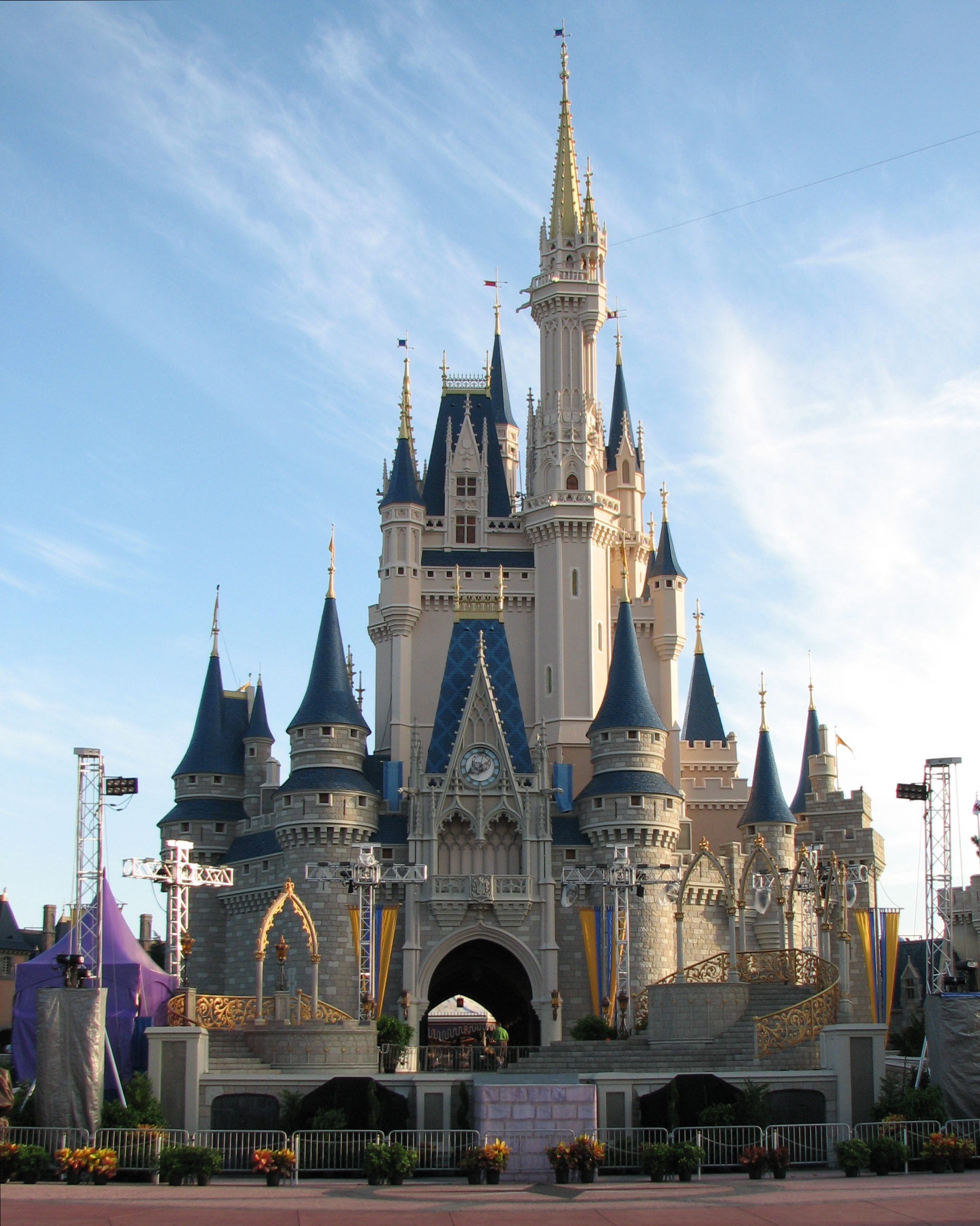
5 de Maio - O parque temático da Disney, em Orlando, Flórida, Estados Unidos começa sua celebração de 50 anos.

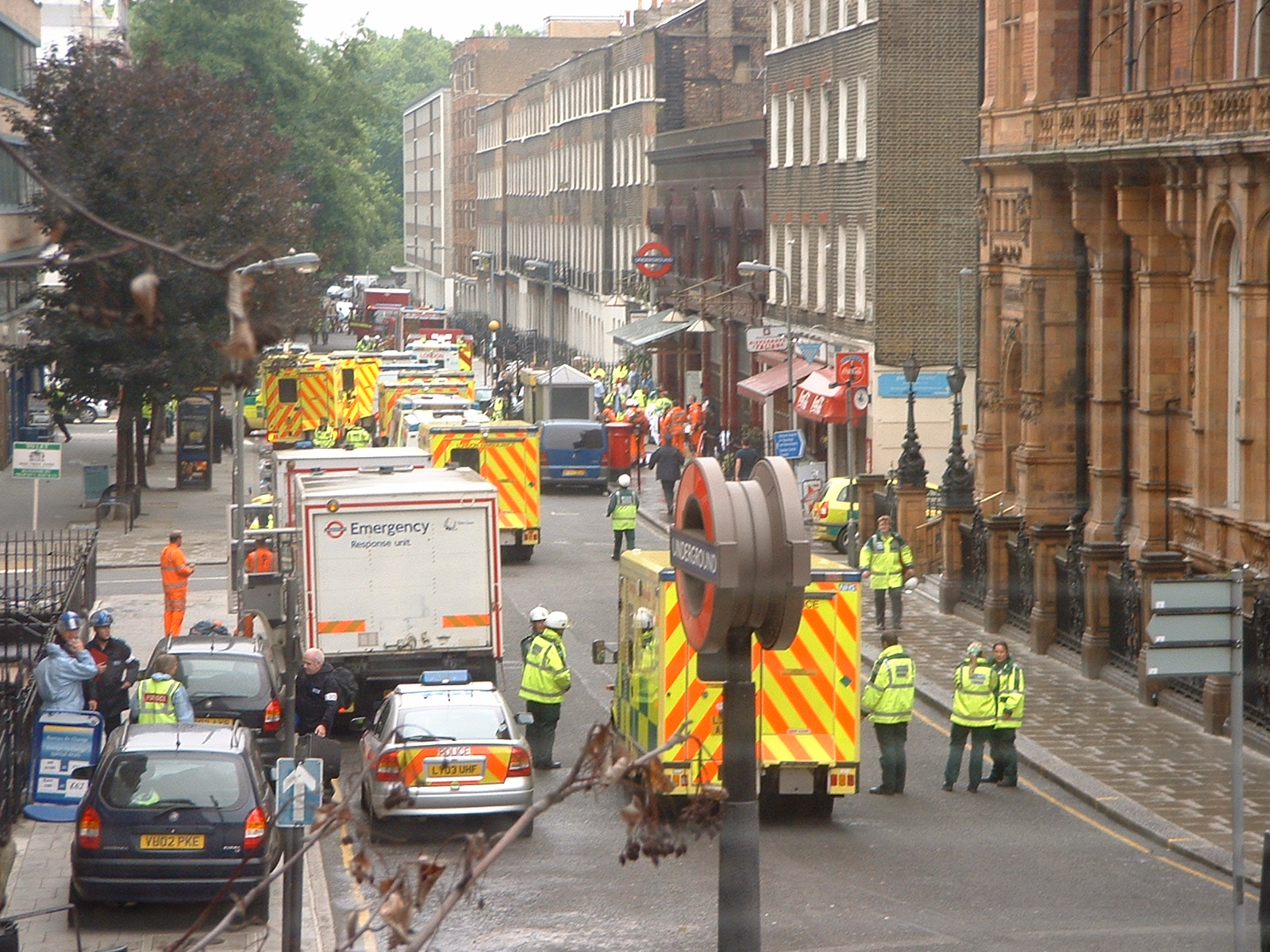
7 de Julho - Atentados terroristas atingem Londres apenas um dia após sua escolha como cidade-sede das Olimpíadas de 2012.

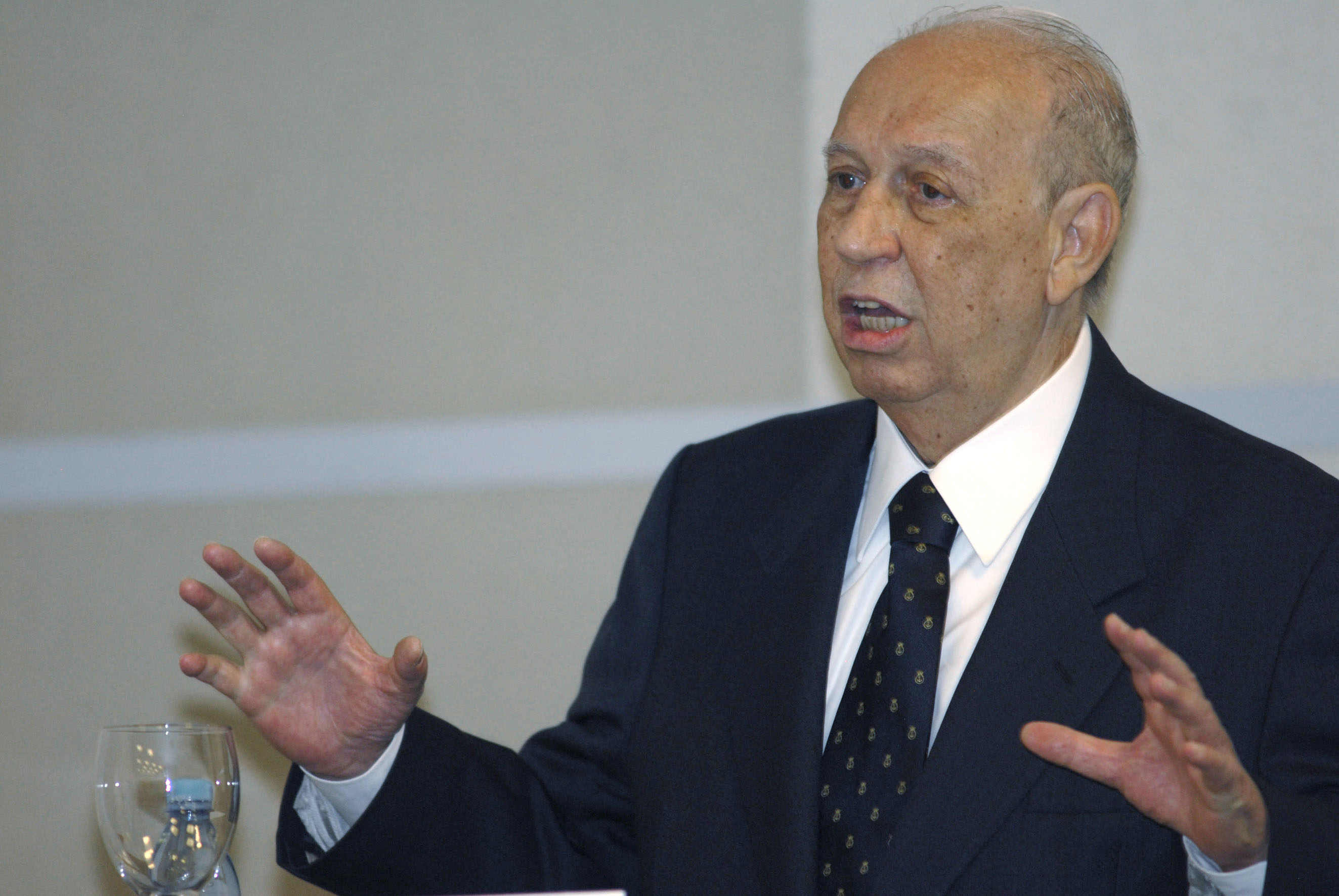
29 de Setembro - O Vice-presidente do Brasil, José Alencar, se filia ao Partido Municipalista Renovador, ligado à Igreja Universal do Reino de Deus.

Ano Internacional do Microcrédito, do Esporte e da Educação Física e Ano Internacional da Física, pela ONU.

### Janeiro
- 1 de Janeiro:
  - Posse dos prefeitos e vereadores no Brasil, para o período entre 1 de janeiro de 2005 e 1 de janeiro de 2009.
  - A Turquia adota uma nova moeda, a nova lira turca, a qual vale 1 000 000 das antigas liras.
- 6 de Janeiro - Início do Mardi Gras.
- 9 de Janeiro - Mahmoud Abbas é eleito Presidente da Autoridade Nacional Palestina, sucedendo a Yasser Arafat.
- 11 de Janeiro - É lançado o jogo "Resident Evil 4" inicialmente exclusivo para Nintendo GameCube, que mais tarde viria a ser lançado para PlayStation 2.
- 14 de Janeiro - A sonda Cassini-Huygens aterrissa em Titã.
- 20 de Janeiro - Posse do segundo mandato do presidente dos Estados Unidos George W. Bush.
- 20 de Janeiro - Os limites de velocidade na República da Irlanda mudam de milhas por hora para quilômetros por hora. Todos as placas de limite de velocidade são trocadas, assim como as placas de estradas velhas sem distâncias métricas (anteriores aos anos 70).
- 26 de Janeiro:
  - Início do Fórum Social Mundial realizado até 31 de Janeiro em Porto Alegre, Brasil.
  - A VASP encerra suas atividades devido às dívidas.
- 28 de Janeiro - A Procter & Gamble compra a Gillette em um acordo com o valor estimado de US$ 57 bilhões, criando a maior empresa de produtos de consumidor do mundo.

### Fevereiro
- Carnaval - A Beija-Flor de Nilópolis conquista o tri-campeonato no carnaval carioca
- 1º de Fevereiro - Tadao Chino, presidente do Banco de Desenvolvimento da Ásia, retirou-se de seu cargo.
- 5 de Fevereiro - Centenário do Clube do Remo
- 8 de Fevereiro - Término do Mardi Gras.
- 8 de Fevereiro - Israel e a Autoridade Palestiniana acordam um cessar-fogo.
- 20 de Fevereiro - Eleições legislativas em Portugal, com a vitória do PS de José Sócrates.
- 14 de Fevereiro- Fundação do Youtube, e seu primeiro vídeo
  - A Cidade de São Borja no Rio Grande do Sul entra na Microrregião de Santo Ângelo no Brasil
- 21 de Fevereiro - Estreia nos Estados Unidos, pelo canal Nickelodeon, o desenho animado Avatar: A Lenda de Aang.
- 25 de Fevereiro - Rússia e Irão assinam um acordo de fornecimento de combustível nuclear russo para a futura central nuclear iraniana.
- 27 de Fevereiro - Pela primeira vez em 26 anos de pontificado, João Paulo II, não faz a oração dominical na Praça de S. Pedro no Vaticano.

### Março
- 10 de Março - Descoberta no Egito a tumba KV63, por uma equipe da Universidade de Memphis, liderada por Otto Schaden.
- 21 de Março - Sam Nujoma, Presidente da Namíbia desde 1990, é sucedido por Hifikepunye Pohamba

### Abril
- 2 de Abril - Morte do Papa João Paulo II
- 3 de Abril - Centenário do Clube de Futebol Argentino, o Club Atlético Boca Juniors.
- 6 de Abril - É assinado o Acordo de Pretória, que declara o fim da Primeira Guerra Civil da Costa do Marfim
- Demonstrações antijaponesas na República Popular da China
- 8 de Abril - Eclipse solar híbrido (sul do Oceano Pacífico)
- 9 de Abril - Casamento do Príncipe Charles e Camilla Parker Bowles.
- 19 de Abril - Após quatro votações, o conclave elege Joseph Cardeal Ratzinger como Papa, que assume o nome de Bento XVI.
- 20 de Abril - Alfredo Palacio assume a Presidência da República do Equador.
- 24 de abril - O Papa Bento XVI assume o Pontificado Oficialmente na Santa Missa de Início do Ministério Petrino na Praça de São Pedro na Cidade do Vaticano.
- 24 de Abril - É publicado o primeiro vídeo do YouTube.
- 26 de Abril - TV Globo comemora 40 anos.
- 26 de Abril - Sob pressão internacional, a Síria retira os últimos 14 000 militares do Líbano, terminando assim 29 anos de ocupação militar desse país.
- 27 de Abril - Primeiro voo do Airbus A380 em Toulouse, França.

### Maio
- 1 de Maio - Páscoa para Igrejas Ortodoxas
- 5 de Maio:
  - Data anunciada para as eleições gerais no Reino Unido.
  - O parque temático da Disney, em Orlando, Flórida, Estados Unidos começa sua celebração de 50 anos.
- 12 de Maio - Apresentação oficial da Xbox 360, na MTV.
- 13 de Maio - Centenário do Sport Club do Recife.
- 17 de Maio - A Electronic Entertainment Expo 2005 (E3) é realizada até ao dia 20 de Maio em Los Angeles, Califórnia, Estados Unidos.
- 19 de Maio - É lançado o terceiro filme na sequência e sexto da série Star Wars, de George Lucas, A Vingança do Sith.
- 31 de Maio - - A canadense Natalie Glebova é eleita Miss Universo no concurso realizado em Bangkok,na Tailândia.

### Junho
- 1º de junho - O projeto de constituição da União Europeia é rejeitado em referendo na Holanda.
- 6 de Junho - Em entrevista ao jornal Folha de S.Paulo, o então deputado Roberto Jefferson denuncia o Mensalão. Instaura-se então a maior crise política do governo de Luiz Inácio Lula da Silva.
- 7 de Junho - A Noruega celebra 100 anos de independência.
- 9 de Junho - A vila portuguesa do Caniço é elevada a cidade.
- 13 de Junho - Michael Jackson é comprovado inocente de 10 acusações, que incluíam: conduta irregular contra menor de idade, conspiração, seqüestro e oferecimento de agente embriagante a um menor.
- 16 de Junho- O Ministro Chefe da Casa Civil no Brasil, José Dirceu, pede demissão do cargo.
- 17 de Junho - Eleição presidencial iraniana
- 19 de Junho - Eleições galegas. Vitória histórica de Emílio Pérez Touriño do PsG/PSOE que consegue afastar Manuel Fraga Iribarne (ex-ministro de Franco) que durante 15 anos esteve à frente dos destinos da Galiza. Porém, Emílio Pérez Touriño para poder governar teve que se aliar ao Bloco Nacionalista Galego.
- 21 de Junho - Condenado a sessenta anos de prisão o ex-membro da organização racista Ku Klux Klan Edgar Ray Killen, pelo assassinato de três homens em 1964, caso que inspirou o filme Mississipi em Chamas.
- Lançamento do Jogo Americano Roblox

### Julho
- 7 de Julho: Atentados terroristas atingem Londres apenas um dia após sua escolha como cidade-sede das Olimpíadas de 2012.
- 15 de Julho: Uma nova versão de A Fantástica Fábrica de Chocolate foi lançada.
- 17 de Julho: O parque temático da Disney em Orlando, Flórida, Estados Unidos, completa 50 anos.
- 22 de Julho: O brasileiro Jean Charles de Menezes é confundido com terrorista e morto por policiais no metrô na cidade de Londres.
- 27 de Julho—31 de Julho: 5ª edição da Minho Campus Party.
- 31 de Julho: Fim do prazo de adesão da Nova Ortografia Oficial do Alemão.

### Agosto
2 de Agosto - Voo Air France 358 sai da pista do Aeroporto Internacional Lester B. Pearson, Toronto no Canadá, sem deixar mortes
- 4 de agosto - Início da Wikimania realizada até 7 de Agosto em Frankfurt, na Alemanha.
- 7 e 8 de agosto - Assalto ao Banco Central do Brasil em Fortaleza R$ 165 milhões - o maior assalto a banco até então da história do Brasil.
- 14 de agosto - Acidente aéreo fatal com um 737 da Helios Airways mata 121 pessoas.
- 18 a 21 de agosto - Viagem Apostólica do Papa Bento XVI à Alemanha.
- 27 de Agosto - Telefones do Interior Paulista passam a ter 8 dígitos, padrão que se repete até hoje
- 29 de agosto - O Furacão Katrina destrói os diques de proteção e afunda a cidade de Nova Orleans, nos Estados Unidos, causando mortes e destruição também nos estados da Flórida, Mississippi e Louisiana.

### Setembro
- 7 de Setembro - É realizada a primeira eleição presidencial da história do Egito.
- 7 de Setembro - Na Avenida Paulista, em São Paulo, é realizada uma manifestação contra a corrupção no Brasil.
- 12 de Setembro - Inaugurado parque temático da Disney em Hong Kong.
- 13 de Setembro
  - Estreia de Supernatural.
  - Lançamento nos Estados Unidos do álbum PCD, da banda The Pussycat Dolls.
- 15 de Setembro - Eleições legislativas na Alemanha.
- 17 de Setembro - Estreia do musical A Canção de Lisboa no Teatro Politeama.
- 21 de Setembro - Após sofrer denúncias de recebimento de propina, Severino Cavalcanti renuncia ao mandato e à presidência da Câmara dos Deputados.
- 24 de Setembro - A Polícia Federal prende o árbitro Edílson Pereira de Carvalho, acusado de participar de um esquema para armar os resultados de jogos do Campeonato Brasileiro.
- 25 de Setembro - Avril Lavigne encerra sua Bonez Tour em São Paulo.
- 26 de Setembro - Grandes lideranças petistas abandonam o partido, dentre eles Plínio de Arruda Sampaio, Hélio Bicudo e Chico Alencar.
- 28 de Setembro - Aldo Rebelo é eleito novo presidente da Câmara dos Deputados.
- 29 de Setembro - O Vice-presidente do Brasil, José Alencar, se filia ao Partido Municipalista Renovador, ligado à Igreja Universal do Reino de Deus.
- 29 de Setembro - Google anuncia parceria com a NASA para fins de pesquisa espacial.

### Outubro
- 1 de Outubro - Atendendo a um pedido da firma TopSports, a 4ª Câmara de Direito Privado do Tribunal de Justiça de São Paulo determinou à Embratel o bloqueio do sinal de satélite da RedeTV! caso ela voltasse a transmitir partidas da Liga dos Campeões da UEFA. Com isso, acaba-se uma briga judicial entre a empresa de marketing e a emissora de Barueri.
- 6 de Outubro - Após uma série de episódios polêmicos em sua gestão, o bibliógrafo Pedro Correia do Lago deixa a presidência da Fundação Biblioteca Nacional
- 9 de Outubro - Eleições autárquicas em Portugal.
- 10 de Outubro - Sai o novo álbum da dupla russa t.A.T.u. em duas versões: em inglês  e em russo.
- 12 de outubro - Lançamento da nave espacial Shenzhou 6 (segunda missão tripulada da China).
- 13 de Outubro - Estreia do filme O Castelo Andante (ing. Howl's Moving Castle) de Hayao Miyazaki
- 15 de Outubro - Assassinato de Jody Dobrowski
- 23 de Outubro - Realizado no Brasil o referendo sobre a proibição da comercialização de armas de fogo e munições, no qual o NÃO vence com 63,94% e o SIM obtém 36,06% dos votos válidos.
- 24 de Outubro - É disponibilizado no Canadá após o teste beta, o MMO, Club Penguin, que em 2013 contava com mais de 200 milhões de usuários conectados, e que seria oficialmente lançado no Brasil, no ano de 2008, o jogo perdurou até o dia 29 de Março de 2017, quando os seus servidores foram fechados em todo o mundo pela Walt Disney Company.
- 27 de Outubro - Lançamento do foguete KOSMOS 3M, levando a bordo o primeiro satélite do projeto SSETI Express.

### Novembro
- 2 de Novembro - Portugal e Moçambique chegam a acordo sobre a entrega do controlo da barragem de Cahora Bassa ao país africano.
- 11 de Novembro - O jogo de corrida Need for Speed: Most Wanted é lançado pela Eletronic Arts para Microsoft Windows, Playstation 2, etc.
- 22 de Novembro - A política alemã Angela Merkel, líder do partido democrata cristão, é eleita chanceler da Alemanha. A primeira mulher a ocupar este cargo na história do país.
- 25 de Novembro - É lançado Harry Potter e o Cálice de Fogo, o quarto filme da saga Harry Potter.
- 26 de novembro - A histórica partida de futebol conhecida como Batalha dos Aflitos é disputada entre Grêmio FBPA e Náutico Capibaribe.
- 24 a 27 de novembro - Encenada pela primeira vez, com cenários, dança e expressão corporal, toda a Ode à Alegria (An die Freude) da 9ª Sinfonia, de Beethoven, no espetáculo musical "Vozes da Primavera", em Florianópolis, Brasil.
- 30 de Novembro - Realizado na França no hospital de Amiens, em uma mulher de 38 anos, o primeiro transplante de rosto no mundo.

### Dezembro
- 2 de Dezembro - A Microsoft lança o novo console de jogos na Europa, o XBOX 360.
- 10 de Dezembro
  - A Venezuela entra como membro permanente no Mercosul.
  - A islandesa Unnur Birna Vilhjálmsdóttir é eleita Miss Mundo.
- 18 de Dezembro - O São Paulo Futebol Clube sagra-se Tricampeão Mundial de Futebol, ao vencer o Liverpool Football Club por 1x0, na cidade de Yokohama, no Japão.

## Nascimentos
- 4 de janeiro - Dafne Keen, é uma atriz britânica-espanhola.
- 14 de fevereiro - Jakrapatr Kaewpanpong, ator, cantor, dançarino, pianista e violonista tailandês.
- 26 de junho - Alexia dos Países Baixos, é a segunda filha do rei Guilherme Alexandre dos Países Baixos e da rainha Máxima.
- 4 de outubro - Emanuel da Bélgica, é a terceira criança e segundo menino do rei Filipe da Bélgica.
- 15 de outubro - Cristiano, Príncipe Herdeiro da Dinamarca, é filho do rei Frederico X da Dinamarca, e a atual herdeiro do trono da Dinamarca.
- 31 de outubro - Leonor, Princesa das Astúrias, é a filha do rei Filipe VI, e a atual herdeira do trono da Espanha.
- 3 de dezembro - Sverre Magno da Noruega, é o único filho do príncipe herdeiro Haakon.

## Prêmio Nobel
- Física - Roy Glauber, John Hall e Theodor Hänsch
- Química - Yves Chauvin, Robert Grubbs e Richard Schrock
- Medicina - John Robin Warren e Barry J. Marshall
- Literatura - Harold Pinter
- Paz - Agência Internacional de Energia Atómica e Mohamed ElBaradei

## Epacta e idade da Lua
| Epacta gregoriana | 20 (XX) |
| Idade da Lua      | Letra A |

## Por tema
- 2005 no Brasil
- 2005 no carnaval
- 2005 na ciência
- 2005 no cinema
- 2005 no desporto
- 2005 nos jogos eletrônicos
- 2005 na literatura
- Mortes em 2005
- 2005 na música
- 2005 na televisão